# La Frette-sur-Seine
La Frette-sur-Seine là một xã ở tỉnh Val-d’Oise, thuộc vùng Île-de-France ở miền bắc nước Pháp.